# Университет Тохоку
Университет Тохоку (яп. 東北大学 То:хоку дайгаку) — один из национальных университетов Японии, основанный в 1907 году. Ранее входил в число императорских университетов. Третий Императорский университет страны по времени основания, после Токийского и Киотского университетов. Расположен в городе Сэндай префектуры Мияги в регионе Тохоку, на северо-востоке острова Хонсю.
Университет разделён на десять факультетов. В 2009 году в нём обучалось 17949 студентов. Деятельность университета зиждется на трёх принципах: приоритет исследовательской деятельности (研究第一主義), открытость (門戸開放) и практически ориентированные исследования и образование (実学尊重).
В 2009 году университет Тохоку занимал 40-е место в мировом рейтинге Global Universities Ranking. В другом мировом рейтинге, QS World University Rankings, в 2010 году занял 102-е место.
В 2009 году Тохоку стал одним из 13 университетов, отобранных японским правительством для внедрения международного обучения. В настоящее время в университете ведётся преподавание на английском языке по 30 специальностям на разных уровнях.

## История
В 1736 году в Сэндае было открыто медицинское училище (Мэйрин-Ёкэндо, 明倫養賢堂). Училище несколько раз реорганизовывалось и является предшественником медицинского факультета университета Тохоку.
22 июня 1907 года учебное заведение получило статус Императорского. Университет Тохоку стал третьим по счёту Императорским университета Японии после Императорского университета Токио (1877) и Императорского университета Киото (1897).
С момента основания университет проводил «политику открытых дверей», что в то время означало, что доступ в университет Тохоку был открыт женщинам и иностранцам. Это был первый университет в Японии, проводивший такую политику.
В сентябре 1907 года университет основал в Саппоро сельскохозяйственный факультет. В 1911 году в Сэндае был открыт естественнонаучный факультет, а в 1915 году — медицинский. В 1918 году сельскохозяйственный факультет, находившийся слишком далеко от основного кампуса, был передан Императорскому Университету Хоккайдо. В 1919 году открылся инженерный факультет, а в 1922 — факультет права и литературы.
После Второй мировой войны, в 1947 году, университет сменил название и стал называться Университет Тохоку; в нём открылся новый сельскохозяйственный факультет. Факультет права и литературы в 1949 году разделился на три: права, литературы и экономики. Впоследствии в университете были образованы факультеты образования (1949), стоматологии (1965) и фармакологии (1972).

### Антенна Яги-Уда
Значимым вкладом университета в развитие мировой радиотехники явилось изобретение в 1926 году антенны Яги-Уда, совершённое в стенах университета его сотрудниками Синтаро Уда и Хидэцугу Яги. Антенны Яги-Уда впервые широко начали использоваться во время Второй мировой войны в радиолокационных системах японцами, немцами, британцами и США. После войны они увидели широкое развитие в качестве домашних телевизионных антенн.

### Землетрясение в Тохоку
После японского землетрясения 2011 года и последовавшего за ним цунами университет был закрыт до дальнейшего уведомления, но с предполагаемой датой повторного открытия в конце следующего апреля. Кампусы Аобаяма, Катахира, Амамия и Каваути, находящиеся не менее чем в 12 километрах от побережья океана практически не пострадали от цунами. На территории кампуса не было зарегистрировано никаких случаев смерти или серьезных травм среди преподавателей и студентов. Однако ущерб от землетрясения привел к закрытию 27 зданий и нанёс ущерб оборудованию на миллионы долларов. Обучение в университете возобновились в обычном режиме с начала мая 2011 года. Университет до настоящего времени продолжает разрабатывать и реализовывать планы по восстановлению и укреплению университетских зданий. Радиологическая служба периодически контролирует уровни радиации по всему городу Сэндай с момента аварии на АЭС Фукусима, находящейся в 100 километрах к югу от города. До сих пор не было обнаружено тревожных уровней радиации.

## Галерея
- Корпуса Научного факультета в кампусе Аобаяма
- Корпуса университетской больницы
- Административное здание университета Тохоку в кампусе Катахира
- Главная библиотека в кампусе Каваути
- Зал столетия университета, открывшийся в 2007 году, в кампусе Каваути
- Ботанический сад университета

## Кампусы университета
Университет состоит из пяти кампусов:
- Катахира (片平) — администрация и основные институты;
- Каваути (川内) — право, образование, экономика и филология;
- Сэйрё (星陵) — медицина и стоматология;
- Аобаяма (青葉山) — естественные науки, инженерные дисциплины и фармакология;
- Амамия (雨宮) — сельское хозяйство. Кампус Амамия и некоторые институты переведены на новые территории в кампусе Аобаяма в апреле 2017 года.

## Структура университета
- Факультеты: искусства и филологии; педагогики; права; экономики; фундаментальных наук; медицины; стоматологии; фармацевтических наук; инженерных наук (отделения: машиностроения и аэрокосмической техники; информационных и интеллектуальных систем; прикладной химии, химической инженерии и биомолекулярной инженерии; материаловедения и инженерии; гражданского строительства и архитектуры); сельского хозяйства.
- Отделения аспирантуры: искусства и филологии; педагогики; права; экономики и управления; фундаментальных наук; медицины; стоматологии; фармацевтических наук; инженерии; сельскохозяйственных наук; международных культурологических исследований; информационных наук; естественных наук; экологических исследований; исследований в области образовательной информатики.
- Высшие профессиональные школы: Юридическая школа; Школа государственной политики; Бухгалтерская школа.
- Исследовательский центр по прогнозированию землетрясений и извержений вулканов представлен в Национальном координационном комитете по прогнозированию землетрясений.
- Научно-исследовательские институты: Научно-исследовательский институт электросвязи; Институт развития, старения и рака; Институт наук о жидкостях; Институт материаловедения; Национальный институт совместных исследований; Институт междисциплинарных исследований передовых материалов; Международный научно-исследовательский институт наук о бедствиях.
- Вспомогательные подразделения: университетские библиотеки (главная университетская библиотека, медицинская библиотека, библиотека Кита-Аобаямы, инженерная библиотека, сельскохозяйственная библиотека); университетская больница; университетская клиника.
- Научные центры и лаборатории: Центр исследований северо-восточной Азии; Центр развития высшего образования; Центр управления здравоохранением; Университетский консультационный центр; Центр приёма студентов; Центр поддержки карьеры; Центр академических ресурсов и архивов; Университетский музей Тохоку; Университетский ботанический сад; Институт международных передовых исследований и организации образования; Циклотрон и Радиоизотопный Центр; Центр создания бизнес-инкубаторов; Центр междисциплинарных исследований; Технологический центр научно-образовательной деятельности; Центр исследования низких температур; Лаборатория высоковольтных электронных микроскопов; Центр информационной синергии.

## Президенты университета
Список президентов Университета Тохоку в хронологическом порядке:
| 1-й  | 1911—1913 | Масатаро Саваянаги | яп. 澤柳 政太郎       |
| 2-й  | 1913—1917 | Токиюки Ходзё      | яп. 北条 時敬         |
| 3-й  | 1917—1919 | Рёдзиро Фукухара   | яп. 福原 鐐二郎       |
| 4-й  | 1919—1928 | Масатака Огава     | яп. 小川 正孝         |
| 5-й  | 1928—1931 | Никити Иноуэ       | яп. 井上 仁吉         |
| 6-й  | 1934—1940 | Котаро Хонда       | яп. 本多 光太郎       |
| 7-й  | 1940—1946 | Тайдзо Кумагаи     | яп. 熊谷 岱蔵         |
| 8-й  | 1946—1949 | Ясутаро Сатакэ     | яп. 佐武 安太郎       |
| 9-й  | 1949—1957 | Сатоми Такахаси    | яп. 高橋 里美         |
| 10-й | 1957—1963 | Тосио Курокава     | яп. 黒川 利雄         |
| 11-й | 1963—1965 | Тэрудзи Исудзу     | яп. 石津 照璽         |
| 12-й | 1965—1971 | Коити Мотокава     | яп. 本川 弘一         |
| 13-й | 1971—1977 | Муцуо Като         | яп. 加藤 陸奥雄       |
| 14-й | 1977—1983 | Сиро Маэда         | яп. 前田 四郎         |
| 15-й | 1983—1989 | Накао Исида        | яп. 石田 名香雄       |
| 16-й | 1989—1990 | Сигэмори Отани     | яп. 大谷 茂盛         |
| 17-й | 1990—1996 | Дзюнъити Нисидзава | яп. 西澤 潤一         |
| 18-й | 1996—2002 | Хироюки Абэ        | яп. 阿部博之 (工学者) |
| 19-й | 2002—2006 | Такаси Ёсимото     | яп. 吉本 高志         |
| 20-й | 2006—2012 | Акихиса Иноуэ      | яп. 井上 明久         |
| 21-й | 2012—2018 | Сусуму Сатоми      | яп. 里見進            |
| 22-й | с 2018    | Хидэо Оно          | яп. 大野 英男         |

## Известные люди, связанные с университетом
- Сумио Иидзима — физик, специалист по нанотехнологиям.
- Акихиса Иноуэ — учёный-физик, исследователь аморфных металлов, называемых «сплавами Иноуэ».
- Рюта Кавасима — нейроучёный, специалист по томографии мозга.
- Сидзуо Какутани — математик, наиболее известное достижение — теорема о неподвижной точке.
- Ясумаса Канада — математик, наиболее известное достижение — работы по исчислению числа пи.
- Морио Кита — японский прозаик, эссеист и психиатр.
- Тосио Курокава — врач-онколог, президент Японской академии наук.
- Дзюнъити Нисидзава — инженер, специалист в области полупроводниковых устройств, разработчик Pin диода.
- Масатака Огава — химик, первооткрыватель элемента рения («ниппониума»).
- Хидэо Оно — физик, кандидат на получение Нобелевской премии за работу по спинтронике.
- Масатаро Саваянаги — педагог, министр образования Японии, реформатор японской системы образования.
- Сусуму Сатоми — хирург, выполнивший первую пересадку почки.
- Лу Синь — писатель, считающийся основоположником современной китайской литературы.
- Хидэаки Сэна — микробиолог и писатель, лауреат японской премии Nihon SF Taisho Award (1998).
- Коити Танака — инженер и химик, лауреат Нобелевской премии по химии.
- Синтаро Уда — инженер-электрик, один из разработчиков антенны Яги-Уда.
- Хирофуми Удзава — экономист, соавтор модели Удзавы — Лукаса.
- Рёдзиро Фукухара — юрист, заместитель министра образования, директор Императорской академии художеств.
- Токиюки Ходзё — математик, педагог и политик, организатор скаутского движения в Японии.
- Котаро Хонда — физик, изобретатель нескольких марок стали.
- Чингэлтэй — лингвист-монголовед.
- Масатоси Сима — инженер, архитектор первого в мире микропроцессора Intel 4004.
- Хидэцугу Яги — инженер, один из разработчиков антенны Яги-Уда.

### Комментарии
1. ↑  Имя «Яги» в наименовании антенны более известно, чем имя Уда, которое часто опускается. По-видимому, это произошло из-за того, что Яги подал патент на идею изобретения в Японии без имени Уды, а затем передал патент компании Marconi в Великобритании